# 須田剋太
須田 剋太（すだ こくた、1906年5月1日 - 1990年7月14日）は、日本の洋画家。埼玉県出身。浦和画家。

## 人物
当初具象画の世界で官展の特選を重ねたが、1949年以降抽象画へと進む。力強い奔放なタッチが特徴と評される。司馬遼太郎の紀行文集『街道をゆく』の挿絵を担当し、また取材旅行にも同行した。道元の禅の世界を愛した。文展に入選した翌年の昭和9年には寺内萬治郎が浦和の別所沼畔のアトリエを訪れ激励し、光風会に入ることを勧められ入会した。また、寺内萬治郎の門下生が集まる武蔵野会に参加した。浦和画家のひとり、光風会の里見明正とは同じ熊谷中学校で、別所沼のアトリエも隣り合っていた。また、四方田草炎や林倭衛とも交流していた。

## 略歴
埼玉県北足立郡吹上町（現：鴻巣市）で、須田代五郎の三男として生まれる。本名 勝三郎。1927年 - 埼玉県立熊谷中学校（旧制、現・埼玉県立熊谷高等学校）卒業。その後浦和市（現：さいたま市）に住み、ゴッホと写楽に傾倒する。東京美術学校（現東京芸大）を4度受験するもいずれも失敗。独学で絵を学ぶ。
1936年 - 文展で初入選。1939年 - 文展で「読書する男」が特選。1947年 - 朝井閑右衛門、井手宣通、伊藤悌三、大河内信敬、南政善らとともに新樹会を創設。1949年 - 抽象絵画の旗手長谷川三郎と出会い、国画会に入り抽象画の道へ進む。
1950年 - 森田子龍編の「書の美」に論文を発表する。以後「墨美」や墨人会同人との交流を通して書に深く傾倒。
1955年 - 第3回日本抽象美術展に出品。1957年 - 第4回サンパウロ・ビエンナーレ国際美術展に出品。1960年 - 第1回個展（大阪フォルム画廊）。1961年 - 現代日本絵画展に出品。カーネギー国際現代絵画彫刻展（アメリカ）に出品。1962年 - 西宮市民文化賞を受賞
1971年 - 司馬遼太郎に同行し、没する寸前まで「街道をゆく」の挿絵を担った。
1975年 - 郷里の吹上町文化賞を受賞。1983年 - 「街道をゆく」の挿絵で第14回講談社出版文化賞を受賞。
1989年 - 埼玉県立近代美術館にすべての抽象の油彩画、グワッシュの合計293点を寄贈。1990年 - 油彩画45点、グワッシュ320点、挿絵1858点の計2223点の作品を大阪府に寄贈。死期を感じ取り作品を散逸させないため大量の寄贈を行ったと言われている。
1990年7月14日 - 午後5時28分、兵庫県神戸市北区の社会保険中央病院にて84歳で死去。墓所は西宮市甲山墓園。